# Юдифь (поэма Марко Марулича)
«Юдифь» (хорв. Judita) — эпическая поэма Марко Марулича, написанная в 1501 году силлабическим стихом на чакавском наречии хорватского языка и опубликованная в 1521 году. 

## Содержание
Сюжет поэмы основан на второканонической Книге Иудифи. Этот библейский сюжет был выбран Маруличем как аллегория осады Сплита.

### Книга первая
Первая книга начинается с описания города Экбатаны, построенного мидийским царём Арфаксадом. Затем рассказывается о вавилонском правителе Навуходоносоре II, который завоевал Сирию и Палестину, убил Арфаксада и желает править миром. Навуходоносор посылает в поход своего военачальника Олоферна, которому даёт приказ завоевать как можно больше земель.

### Книга вторая
После завоевания многих стран Олоферн прибывает в Иудею, и местные жители начинают в страхе молить Бога о спасении. Солдат по имени Ахиор пытается объяснить Олоферну, что иудеи поклоняются единому Богу, Который всегда помогает им в сражениях.

### Книга третья
Олоферн вторгается в Ветулию и перекрывает все источники воды, пытаясь истощить народ. Горожане думают о том, чтобы сдаться. Молодая вдова Юдифь обращается к народу и заявляет, что намерена спасти город от врагов.

### Книга четвёртая
Намереваясь обольстить Олоферна, Юдифь наряжается и отправляется в стан врага, а все горожане молятся об успехе её замысла.

### Книга пятая
Олоферн приглашает Юдифь на пир, где выпивает слишком много вина и засыпает. Юдифь убивает Олоферна, а его отрубленную голову приносит в Ветилую. Горожане празднуют победу, славя Бога и Юдифь. Солдаты Олоферна обнаруживают его труп.

### Книга шестая
Шестая книга описывает события, произошедшие после отступления вражеской армии. Из Иерусалима прибывают священники, желая увидеть Юдифь. Она отправляется в Иерусалим и через три месяца возвращается. Юдифь больше не выходила замуж, а после её смерти горожане оплакивали её в течение семи дней.

## Издания
Работа над поэмой была окончена 22 апреля 1501 года. При жизни Марулича «Юдифь» была издана три раза. Первое издание подготовил Петар Сричич из Сплита. Книга была напечатана Гульельмо да Фонтането в Венеции 13 августа 1521 года — через 20 лет после написания. Один из сохранившихся экземпляров первого издания хранится в библиотеке францисканцев в Дубровнике, другой — в Научной библиотеке Задара.
Второе издание, подготовленное Еролимом Мирковичем в Задаре, было осуществлено 31 мая 1522 года. Иллюстрации к нему были выполнены в технике ксилографии. Последняя, девятая, гравюра подписана буквой М, поэтому предполагается, что их автором был сам Марко Марулич.
Третье издание книги относится к 29 января 1523 года. Единственный сохранившийся его экземпляр находится в Баварской государственной библиотеке в Мюнхене.
В XX веке «Юдифь» была несколько раз переведена на хорватский литературный язык: в 1969 году Иван Сламниг опубликовал прозаический перевод первой книги, а в 1983 Марко Грчич опубликовал книгу, содержащую как оригинальный текст, так и перевод всех шести книг. В 1971 году Никица Колумбич осуществил стихотворный перевод первой книги и в 1985 завершил работу над переводом произведения.
Также поэма переведена на английский, венгерский, итальянский, французский и литовский языки.